# Araschnia burejana

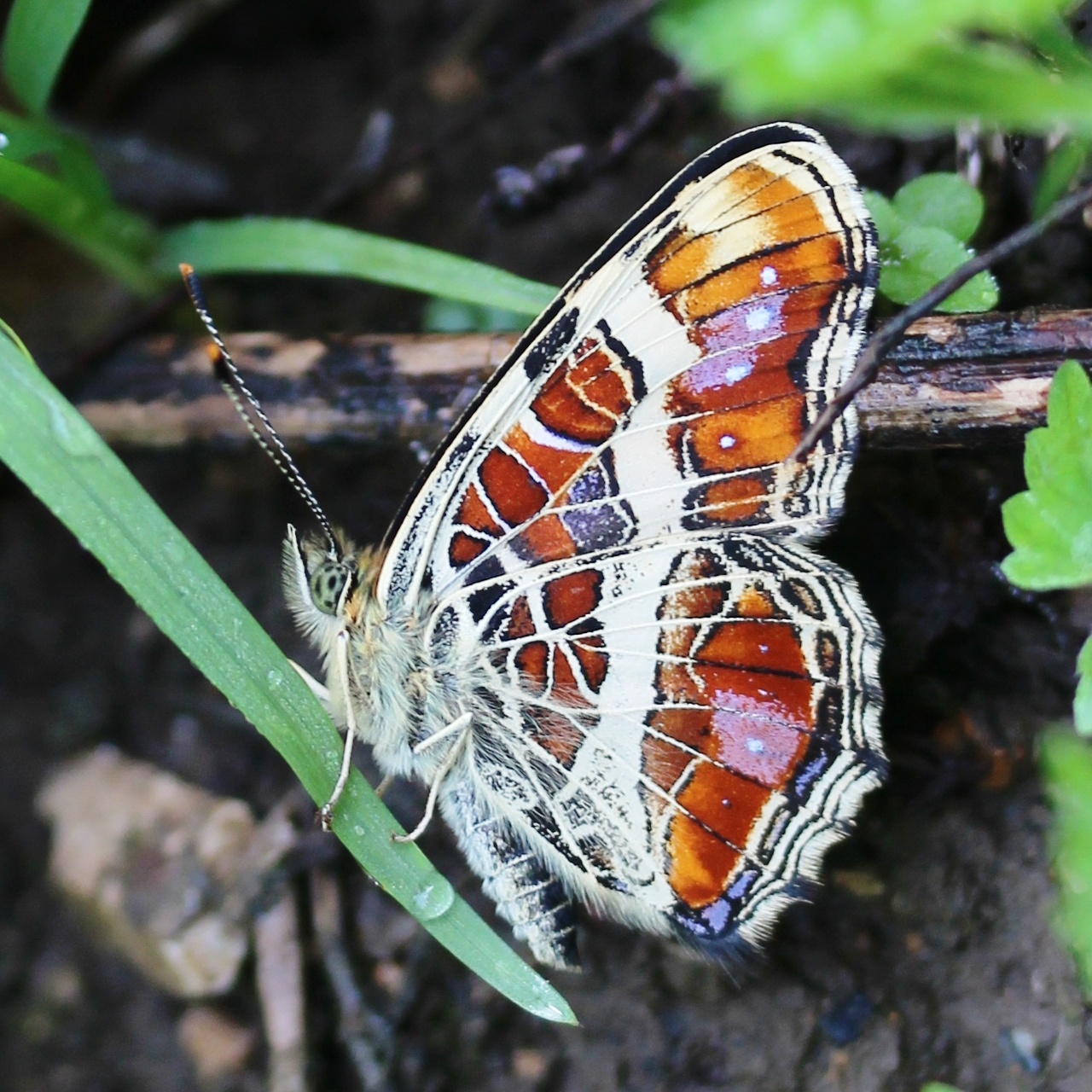
Araschnia burejana f. strigosa – Unterseite

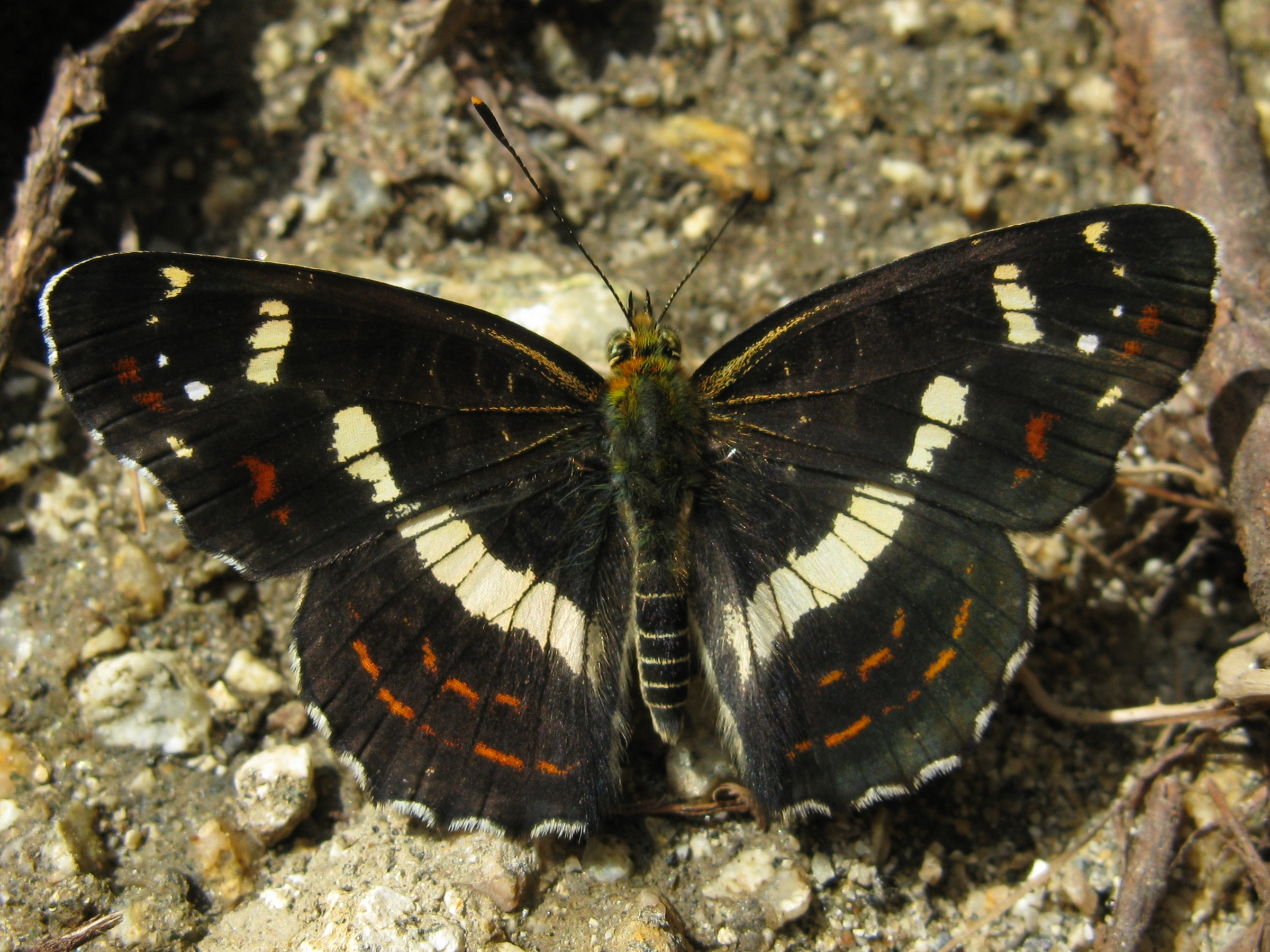
Araschnia burejana f. fallax

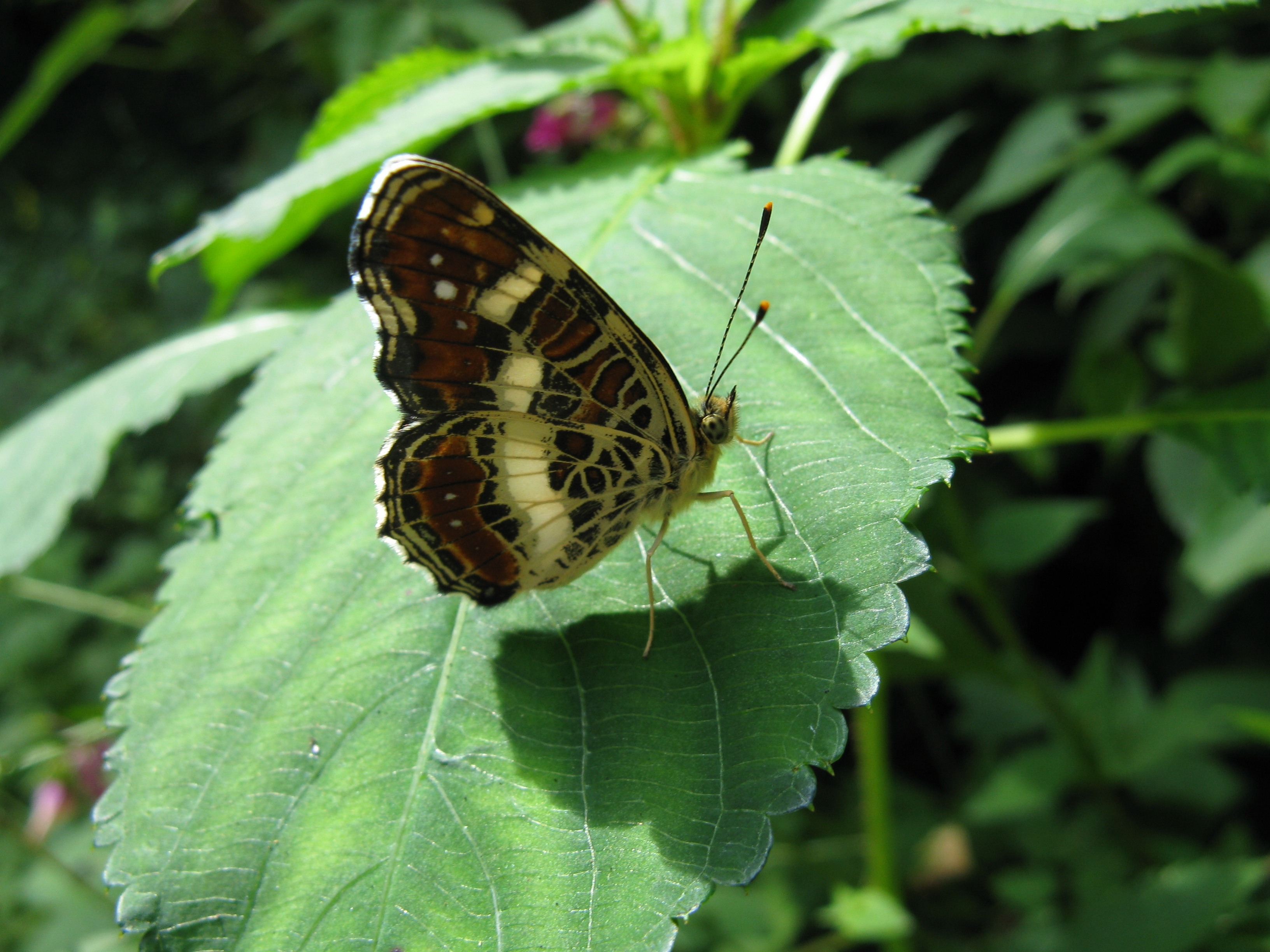
Araschnia burejana f. fallax – Unterseite

Araschnia burejana ist ein Schmetterling aus der Familie der
Edelfalter (Nymphalidae). Er ist in Ostasien verbreitet und zeigt einen deutlichen Saisondimorphismus wie das nahe verwandte Landkärtchen.

## Beschreibung
Araschnia burejana ist etwas größer als das Landkärtchen und diesem sehr ähnlich. Sie hat einen gleichmäßig gewellten Rand des Hinterflügels, an dem das Ende des vorderen Medianastes nicht eckig vortritt. Bei der Frühjahrsform  forma (abgekürzt f.) strigosa Butler 1866, die eine Spannweite von 33 bis 39 Millimeter hat, sind die schwarzen Zeichnungselemente auf der Flügeloberseite vermehrt, so dass diese Farbe schon als Grundfläche angesehen werden kann und die Bindenzeichnung der folgenden Sommerform schon hervortritt. Am Apex des Vorderflügels sitzt ein deutliches schwarzes Auge mit ockerfarbigem Ring und weißer Pupille. Das Wurzelfeld der Hinterflügel ist breiter schwarz mit breiterer gelber Binde, welche sich in einem stumpfen Winkel bis zur Mitte der Vorderflügels fortsetzt.
Die Sommerform f. fallax Janson, 1877 entspricht der Sommerform f. prorsa des Landkärtchens, nur dass der hintere Teil der Vorderflügelbinde steiler ist, senkrecht zum Hinterende, während er bei f. prorsa schräg zur Flügelwurzel geneigt ist.

## Verbreitung
Araschnia burejana kommt im Ussuri- und Amurgebiet, Zentral- und West-China, Korea und Japan vor. Sie lebt in Mischwäldern bis auf eine Höhe von 1300 Metern.

## Lebensweise
Die erste Generation der Falter fliegt im Amurgebiet von Mai bis Juni und die zweite von Juli bis August. Die Raupen ernähren sich in Japan von Brennnesseln (Urtica).

## Systematik
Araschnia burejana wurde von Otto Wassiljewitsch Bremer, 1861 in Band 13 der Bulletin de L’Académie Impériale des Sciences de St. Petersbourg erstbeschrieben. Die 10 Tiere wurden von Mitte Mai bis Mitte Juli im Burejagebirge gefangen und entstammten der ersten Generation. Araschnia burejana leechi Oberthür, 1909 ist die Frühjahrsform von Araschnia  doris, wie durch Genitaluntersuchungen nachgewiesen werden konnte, und keine Unterart von Araschnia burejana.

### Synonyme
- kurilicola Burk, 1942[3]
- Vanessa burejana, Pryer, 1888[5]
- Araschnia strigosa, Butler, 1866[5]
- Araschnia fallax, Janson, 1866[5]